# Deutsche Leichtathletik-Meisterschaften 1906
Die 9. Deutschen Leichtathletik-Meisterschaften am 2. September 1906 in Hannover waren die ersten, bei denen fast alle Disziplinen am gleichen Ort und dem gleichen Tag ausgetragen wurden. Ausnahmen waren das 100-km-Straßengehen am 3. Juni sowie der Marathonlauf über 40 km am 15. April. Beide Disziplinen fanden in Berlin statt. Allerdings gehörte der Marathonlauf bis 1924 offiziell nicht zu den Meisterschaftswettbewerben, sondern wurde als „Deutscher Marathonlauf“ unabhängig davon durchgeführt.
Das Wettkampfprogramm erweiterte sich nur allmählich. Gegenüber dem Vorjahr kam der Weitsprung neu hinzu. Bemerkenswert ist, dass die im Frühjahr des Jahres ausgetragenen Olympischen Zwischenspiele in Athen mehr als doppelt so viele Disziplinen aufwiesen, so z. B. einen Langstreckenlauf über 5 Meilen, den Marathonlauf, Dreisprung, Stabhochsprung, Speerwurf und zwei Gehwettbewerbe auf der Bahn.

## Medaillengewinner
| Disziplin           | Gold                                | Leistung       | Silber                               | Leistung       | Bronze                                   | Leistung                  |
| ------------------- | ----------------------------------- | -------------- | ------------------------------------ | -------------- | ---------------------------------------- | ------------------------- |
| 100 m               | Vincenz Duncker (Mittweidaer BC)    | 11,2 s00       | Willy Kohlmey (Berliner SC)          | 11,2 s00       | August Göhmann (Eintracht Hannover)      | 11,3 s00                  |
| 400 m               | Vincenz Duncker (Mittweidaer BC)    | 56,6 s00       | Walter Cordua (FC Victoria Hamburg)  |                | nur zwei Athleten im Ziel                | nur zwei Athleten im Ziel |
| 1500 m              | Fritz Rath (Eintracht Hannover)     | 4:22,2 min     | Andreas Breynck (Preußen Duisburg)   |                | Albert Heruday (SC Charlottenburg)       |                           |
| Marathon 40 km      | Max Jurischka (ASC Marathon Berlin) | 3:02:15,1 h00  | Willi Klautsch (ASC Marathon Berlin) | 3:06:55 h000   | Emil Giese (Berliner AC 04)              | 3:13:25 h000              |
| 110 m Hürden        | Vincenz Duncker (Mittweidaer BC)    | 19,8 s00       | Grotsch (Eintracht Hannover)         | 20,2 s00       | nur zwei Teilnehmer                      | nur zwei Teilnehmer       |
| 100-km-Straßengehen | Richard Wilhelm (SC Komet Berlin)   | 11:15:21,2 h00 | Kurt Nippe (ASC Marathon Berlin)     | 11:15:21,6 h00 | Martin Rehayn (ASC Marathon Berlin)      | 11:19:04 h000             |
| Hochsprung          | Paul Weinstein (Sportfreunde Halle) | 1,66 m         | Ewald Wirminghaus (Essener SV 1899)  | 1,59 m         | Arthur Mallwitz (Sportfreunde Halle)     | 1,54 m                    |
| Weitsprung          | Paul Weinstein (Sportfreunde Halle) | 6,23 m         | Bruno Wagener (Berliner SC)          | 5,97 m         | Martin Brustmann (SC Teutonia 99 Berlin) | 5,96 m                    |
| Diskuswurf          | Emil Welz (SC Komet Berlin)         | 41,62 m        | Max Greineisen (Eintracht Hannover)  | 34,80 m        | Oelze (Hannover)                         |                           |